# Jonathan Clauss
Jonathan Clauss (* 25. September 1992 in Straßburg) ist ein französischer Fußballspieler. Er steht bei OGC Nizza unter Vertrag und ist auf dem rechten Flügel defensiv wie offensiv einsetzbar.

## Werdegang im Verein
Der Abwehrspieler Jonathan Clauss wuchs in der Nähe von Straßburg auf und begann seine Karriere beim FC Osthoffen. Im Alter von acht Jahren wechselte Clauss in die Jugendabteilung (Centre de Formation) von Racing Straßburg, bevor er als Achtzehnjähriger zum Lokalrivalen AS Pierrots Vauban wechselte. Im Jahre 2013 ging Clauss dann in den deutschen Vereinsfußball zum südbadischen Verbandsligisten SV Linx auf der anderen Rheinseite. Nach zwei Jahren kehrte er in den französischen Fußball zurück und schloss sich dem zuvor aus der vierten in die fünfte Liga abgestiegenen Verein US Raon an. Im Sommer 2016 folgte dann der Wechsel zu US Avranches in die drittklassige National, bevor Jonathan Clauss ein Jahr später zum Zweitligisten US Quevilly wechselte. Er kam in 29 von 38 Punktspielen zum Einsatz und stand dabei in 24 Partien in der Startelf, wobei er zunächst als rechter Außenverteidiger und später im rechten Mittelfeld spielte. Mit dem Verein wurde Clauss Vorletzter und stieg ab.
Nachdem er kurzzeitig vertragsfrei war, schloss sich der Franzose Ende August 2018 dem deutschen Zweitligisten Arminia Bielefeld an. In seiner ersten Saison wurde der Verteidiger mit der Arminia, die zunächst vom Luxemburger Jeff Saibene und ab Dezember 2018 von Uwe Neuhaus betreut wurden, Siebter, absolvierte 28 Ligaspiele (je drei Tore und Vorlagen) und kam in der 2. Runde des DFB-Pokals bei der Niederlage gegen den MSV Duisburg zum Einsatz. Über weite Strecken der Spielzeit kam der gebürtige Straßburger abwechselnd auf der Position des rechten Außenverteidigers oder als rechter Mittelfeldspieler zum Einsatz. In der Spielzeit 2019/20 konnte sich Clauss einen Stammplatz erarbeiten und wurde von Cheftrainer Uwe Neuhaus ab Oktober 2019 auf der rechten offensiven Außenbahn eingesetzt. Er wurde mit Bielefeld Herbstmeister und konnte bis zur aufgrund der COVID-19-Pandemie angeordneten Saisonpause in 27 Pflichtspielen zwei Tore erzielen und sieben weitere vorbereiten. Nach der Wiederaufnahme des Spielbetriebs war der Franzose weiterhin Teil der Offensivabteilung und kam auf drei weitere Treffer. Als Zweitligameister gelang Clauss mit der Arminia schließlich die Rückkehr in die Bundesliga.
Zur Saison 2020/21 kehrte Clauss ablösefrei in seine Heimat zurück und wechselte zum Ligue-1-Aufsteiger RC Lens. Dort erkämpfte sich der Spieler einen Stammplatz im rechten Mittelfeld und trug mit neun Torbeteiligungen (drei Treffer und sechs Vorlagen) zum sechsten Platz des Vereins bei. Am Ende seiner ersten Spielzeit mit den Nordfranzosen wurde er im Rahmen der Verleihung der Trophées UNFP du football in die Liga-Elf der Saison aufgenommen.
Im Juli 2022 wechselte der Franzose zu Olympique Marseille. Dort konnte sich Clauss ebenfalls auf Anhieb einen Stammplatz erkämpfen. In seiner ersten Saison für Olympique Marseille verzeichnete Clauss in 34 Ligaspielen zwei Tore und zehn Torvorlagen, womit er seine starken Leistungen bestätigte und ein wichtiger Faktor im Spiel von Olympique Marseille wurde.
Im Juli 2024 wechselte er innerhalb der Ligue 1 zum OGC Nizza und unterschrieb dort einen Vertrag bis 2026.

## Nationalspieler
Als 29-Jähriger wurde Jonathan Clauss, der in seiner Jugendzeit nie für eine nationale oder regionale Jahrgangsauswahl in Betracht gezogen worden war, noch zum A-Nationalspieler. Im März 2022 berief Trainer Didier Deschamps ihn nicht nur in sein Aufgebot für zwei Freundschaftsspiele, sondern wechselte ihn gegen die Elfenbeinküste in der Schlussphase ein und verhalf ihm vier Tage später gegen Südafrika sogar zu seinem Debüt in der Startelf. Im neunten Gruppenspiel der Qualifikation zur Europameisterschaft 2024 erzielte Clauss gegen Gibraltar seinen ersten Treffer im Nationaltrikot.

## Erfolge
Arminia Bielefeld
- Meister der 2. Bundesliga und Aufstieg in die Bundesliga: 2020